# Haitisk kreol
Haitisk kreol (eget namn Kreyòl Ayisyen), eller bara haitiska, är ett språk som talas av cirka tolv miljoner människor världen över. Språket är tillsammans med franska officiellt språk i republiken Haiti som erkändes år 1961 och talas av nästan alla Haitis medborgare. Vid sidan av Haiti, har haitisk kreol också erkänts som minoritetsspråk i USA, Bahamas, Kuba och Dominikanska republiken. Språket anses vara livskraftigt.
Haitisk kreol är det kreolspråk som har flest talare och det bygger huvudsakligen på franska. Av alla franskbaserade kreolspråk på västra halvklotet, har haitiska mest element från afrikanska språk som slavar från Afrika talade (bl.a. fon, wolof, ewe). En orsak till detta kan vara det att det fanns nio gånger mer slavar i Haiti på 1700-talet. Språket uppstod på 1700- och 1800-talet på sockerplantager i Frankrikes koloni i Haiti.. Tidigare har kreolspråket ansetts som bristande franska.
Språket delas två eller tre huvuddialekter som är antingen flablas och slätthaitiska eller nord-, central- och sydhaitiska.

## Fonologi

### Konsonanter
|                          | Labial | Alveolar | Palatal  | Velar  | Glottal |
| ------------------------ | ------ | -------- | -------- | ------ | ------- |
| Nasal                    | m      | n        |          |        |         |
| Klusil                   | p \| b | t \| d   |          | k \| g |         |
| Affrikat                 |        |          | t͡ʃ \| d͡ʒ |        |         |
| Frikativ                 | f \|v  | s \| z   | ʃ \| ʒ   | ɣ      | (h)     |
| Lateral                  |        | l        |          |        |         |
| Approximant              |        |          | j        |        |         |
| Labialiserad approximant |        |          | ɥ        | w      |         |

Källa:

### Vokaler
|            | Främre | Främre | Central | Central | Bakre | Bakre |
| oral       | nasal  | oral   | nasal   | oral    | nasal |       |
| ---------- | ------ | ------ | ------- | ------- | ----- | ----- |
| Sluten     | i      | ĩ      |         |         | u     | ũ     |
| Halvsluten | e      |        |         |         | o     |       |
| Halvöppen  | ɛ      | ɛ̃      |         |         | ɔ     | ɔ̃     |
| Öppen      |        |        | a       | ã       |       |       |

Källa:

## Skriftspråk
Haitiska kreolspråket skrivs med latinska alfabetet även om haitiska mestadels endast är ett talspråk. Bibeln översattes till haitiska år 2003.
Det finns få tidningar, och tryckt media överhuvudtaget, på haitiska eftersom största delen av Haitis medborgare är tvåspråkiga, men låg läskunnighet och tidningars höga kostnader innebär att man inte läser så mycket på haitiska. Vidare anses franska ha en högre status och prestige.
Det haitiska skriftspråket använder följande tecken: A, B, C, D, E, F, G, H, I, J, K, L, M, N, O, Ò, P, R, S, T, U, V, W, Y, Z.

## Grammatik och lexikon
| 1  | 2  | 3   | 4   | 5    | 6   | 7   | 8   | 9   | 10  |
| -- | -- | --- | --- | ---- | --- | --- | --- | --- | --- |
| en | de | twa | kat | senk | sis | sèt | uit | nèf | dis |

Källa:
Några franska prepositioner och artiklar har blivit en del av själva ordet på haitiska som inte använder artiklar:
| Haitiska  | Franska       | Svenska          |
| --------- | ------------- | ---------------- |
| zye       | les yeux      | ögona            |
| diri      | du riz        | ris (i partitiv) |
| ozetazini | aux Étas-Unis | i USA            |